# Győrszemere
Győrszemere – wieś i gmina w północno-zachodniej części Węgier, w pobliżu miasta Tét. Gmina liczy 3178 mieszkańców (styczeń 2011) i zajmuje obszar 33,1 km².

## Położenie
Miejscowość leży na obszarze Małej Niziny Węgierskiej, administracyjnie należy do powiatu Tét, wchodzącego w skład komitatu Győr-Moson-Sopron.